# Родионов, Николай Петрович
Николай Петрович Родионов (1825—1897) — генерал-майор, герой русско-турецкой войны 1877—1878 годов.

## Биография
Происходил из дворян Екатеринославской губернии, родился 8 октября 1825 года.
Выпускник Новгородского графа Аракчеева кадетского корпуса. Далее военное образование продолжил в Дворянском полку, из которого выпущен 10 августа 1844 года прапорщиком в лейб-гвардии Волынский полк. В 1854 году произведён в подполковники.
В 1864 году Родионов был назначен командиром Бендерского крепостного батальона, 25 января 1865 года произведён в полковники, а в 1866 году назначен командиром 53-го пехотного Волынского полка.
Во главе Волынского пехотного полка Родионов принимал участие в русско-турецкой войне 1877—1878 годов и особенно отличился при переправе русских войск через Дунай. Части его полка были первыми русскими войсками, ступившими на болгарский берег в эту войну. 16 июня 1877 года он был удостоен ордена св. Георгия 4-й степени
За мужество и храбрость, оказанные при переходе чрез Дунай у Систова, 15 Июня 1877 года.
Вскоре, 15 июля, Родионов был произведён в генерал-майоры и назначен командиром 1-й бригады 5-й пехотной дивизии. Сражался под Плевной, при штурме Гривицкого редута 30 августа был ранен.
В конце 1878 года Родионов был зачислен по армейской пехоте и в запасные войска. С начала 1883 года он командовал 1-й бригадой 41-й пехотной дивизии, но с лета того же года вновь числился в запасе по армейской пехоте.
Скончался 7 января 1897 года в Санкт-Петербурге, похоронен на кладбище в Старой Деревне.

## Награды
Среди прочих наград Родионов имел ордена:
- Орден Святого Станислава 2-й степени (1860 год, императорская корона к этому ордену пожалована в 1862 году)
- Орден Святой Анны 2-й степени (1869 год, императорская корона к этому ордену пожалована в 1871 году)
- Орден Святого Владимира 4-й степени (1875 год)
- Орден Святого Георгия 4-й степени (16 июня 1877 года)
- Орден Святого Владимира 3-й степени с мечами (1878 год)